# Burggrabenklamm
Burggrabenklamm är en dal i Österrike.   Den ligger i distriktet Salzburg-Umgebung och förbundslandet Salzburg, i den centrala delen av landet, 220 km väster om huvudstaden Wien.
I omgivningarna runt Burggrabenklamm växer i huvudsak blandskog. Runt Burggrabenklamm är det ganska tätbefolkat, med 72 invånare per kvadratkilometer.